# بخش موره
بخش موره (به فرانسوی: Arrondissement de Muret) یک بخش در فرانسه است که در اوت-گارون واقع شده‌است.